# Bernheze
Bernheze és un municipi de la província del Brabant del Nord, al sud dels Països Baixos. L'1 de gener del 2009 tenia 29.511 habitants repartits sobre una superfície de 90,38 km² (dels quals 0,64 km² corresponen a aigua). Limita al nord amb Maasdonk i Oss, a l'oest amb Den Dungen, a l'est amb Landerd i Uden, i al sud amb Schijndel i Veghel.

## Centres de població
| Heesch           | 12.547 |
| Heeswijk-Dinther | 7.915  |
| Nistelrode       | 5.960  |
| Vorstenbosch     | 1.777  |
| Loosbroek        | 1.529  |
| Vinkel           | 56     |

## Composició de l'ajuntament
- CDA (5)
- PP93 (3)
- ABB (3)
- NS (3)
- VVD (2)
- OPG (2)
- SP (1)